# Zindaiji
Zindaiji（ジンダイジ）とは、日本の国立天文台4次元デジタル宇宙プロジェクトが開発している、N体計算可視化ソフトウェアである。元々同天文台にある立体的に宇宙空間を見ることができる映画館で公開する動画を製作する為に開発されたソフトウェアで、2007年5月にソースコードとともに同プロジェクトの公式ウェブサイトで公開され、オープンソースソフトウェアとなった。

## 名称の由来
開発者達が「日本で作成されたソフトウェアである」と言う意味を込めて和名にしたかったため、当時開発者の1人が暮らしていた東京都の地名「深大寺」（じんだいじ）から付けられた。

## 機能
「宇宙空間で多数の星がどのような動きをするか」と言った複雑な計算結果をリアルタイムに表示できる他、その結果を動画として保存することができる。また動画を製作する際、特殊な眼鏡を使って立体的に見えるように、"右目用"と"左目用"と言った具合に両方の目に対応した別々の動画を作成することもできる。

## 歴史
- 2007年5月 - オープンソースソフトウェアとして公開

## バージョン
| バージョン No. | リリース日 | 備考     |
| -------------- | ---------- | -------- |
| 1.0            | 2007年5月  | 公開開始 |
| 1.1            | 2007年9月  |          |

## その他
"Zindaiji"で作成された動画が、国立天文台4次元デジタル宇宙プロジェクトの公式ウェブサイトで公開されている。